# Фельтен (Крёз)
Фельте́н (фр. Felletin) — коммуна во Франции, находится в регионе Лимузен. Департамент коммуны — Крёз. Входит в состав кантона Фельтен. Округ коммуны — Обюссон.
Код INSEE коммуны — 23079.

## Население
Население коммуны на 2010 год составляло 1867 человек.
| 1962 | 1968 | 1975 | 1982 | 1990 | 1999 | 2010 |
| ---- | ---- | ---- | ---- | ---- | ---- | ---- |
| 2161 | 2278 | 2291 | 2196 | 1985 | 1892 | 1867 |

## Экономика
В 2010 году среди 1196 человек трудоспособного возраста (15—64 лет) 707 были экономически активными, 489 — неактивными (показатель активности — 59,1 %, в 1999 году было 59,1 %). Из 707 активных жителей работали 646 человек (374 мужчины и 272 женщины), безработных было 61 (30 мужчин и 31 женщина). Среди 489 неактивных 290 человек были учениками или студентами, 137 — пенсионерами, 62 были неактивными по другим причинам.